# 在雲裡
《在雲裡》（英語：Shrouding The Clouds）為2017年的台灣紀錄片，由詹皓中執導。片中以雲林台塑六輕周遭三位罹癌居民的生活，及麥寮鄉橋頭國小許厝分校遷校事件為本，記錄了六輕多年來所造成的環境汙染問題。本片於烏山頭影展首映並入圍了2017年南方影展南方獎及2018年台北電影節最佳紀錄片獎。

## 獎項
| 年份 | 評獎名稱         | 獎項           | 結果 |
| ---- | ---------------- | -------------- | ---- |
| 2017 | 2017南方影展     | 南方獎         | 入圍 |
| 2018 | 第20屆台北電影節 | 最佳紀錄片     | 入圍 |
| 2018 | 第20屆台北電影節 | 社會公義電影獎 | 獲獎 |

## 外部連結
- 開眼電影網上《在雲裡》的資料（繁體中文）
- 互联网电影数据库（IMDb）上《在雲裡》的资料（英文）
- 豆瓣电影上《在雲裡》的資料 （简体中文）